# Pseudocycnidae
Pseudocycnidae är en familj av kräftdjur. Pseudocycnidae ingår i ordningen Siphonostomatoida, klassen Maxillopoda, fylumet leddjur och riket djur. Enligt Catalogue of Life omfattar familjen Pseudocycnidae 3 arter. 
Kladogram enligt Catalogue of Life och Dyntaxa:
| Pseudocycnidae | \| \| Noetiphilus \| \| \| \| \| \| Pseudocycnoides \| \| \| \| \| \| Pseudocycnus \| \| \| \| |
|                | \| \| Noetiphilus \| \| \| \| \| \| Pseudocycnoides \| \| \| \| \| \| Pseudocycnus \| \| \| \| |
|                | Noetiphilus                                                                                    |
|                |                                                                                                |
|                | Pseudocycnoides                                                                                |
|                |                                                                                                |
|                | Pseudocycnus                                                                                   |
|                |                                                                                                |